# Juventus Football Club 1957-1958
Questa voce raccoglie le informazioni riguardanti la Juventus Football Club nelle competizioni ufficiali della stagione 1957-1958.

## Stagione

Umberto Agnelli, presidente del club, fotografato assieme alla squadra

Deciso a invertire la rotta dopo un biennio al di sotto della aspettative, che aveva visto i bianconeri lontani dai vertici financo a rischiare, pochi mesi prima, quella che sarebbe stata una clamorosa retrocessione, nell'estate del 1957 il giovane presidente Umberto Agnelli diede inizio a un radicale rinnovamento della squadra. L'opera di maquillage coinvolse sia la formazione titolare, ridisegnata in ben otto elementi, sia la guida tecnica: assieme allo slavo Ljubiša Broćić a sedere in panchina, arrivarono a rimpolpare la rosa il portiere Carlo Mattrel, il mediano Rino Ferrario (questi due, di ritorno al Comunale dopo aver già difeso in passato i colori bianconeri) e il diciassettenne attaccante Bruno Nicolè, che andarono ad affiancare i pochi sopravvissuti al repulisti come l'ala sinistra Gino Stacchini.
Il cambiamento più importante riguardò tuttavia il reparto avanzato dove, dopo un decennio, un ormai trentenne Boniperti fece un passo indietro trasformandosi da bomber a "cervello" della Juventus, giostrando in campo d'ora in avanti da trequartista o mezzala – per lui, Gianni Brera conierà, per la prima volta nella lingua italiana, l'appellativo di «centro-campista» (inizialmente scritto col trattino) – per divenire il rifinitore della nuova coppia-gol bianconera.

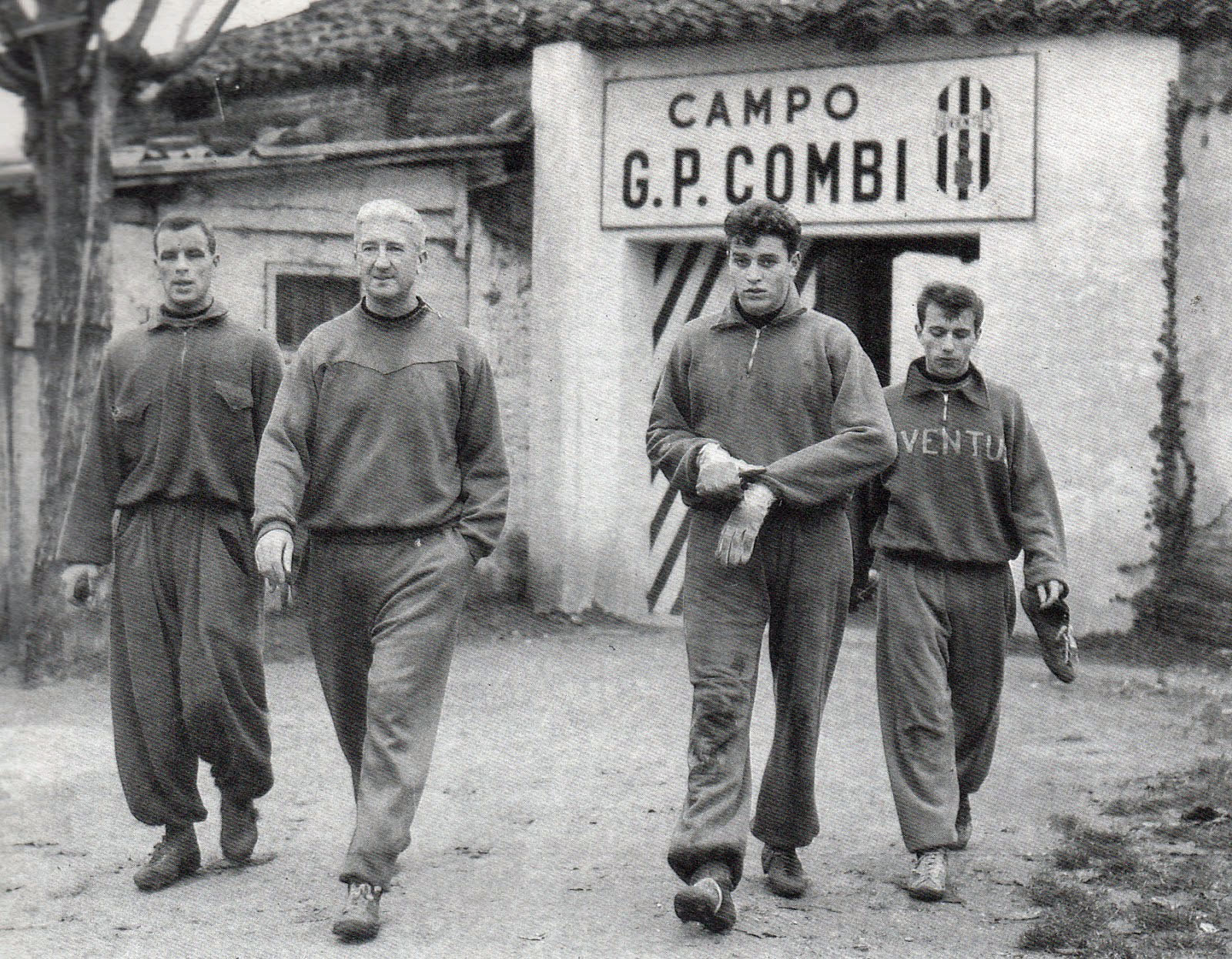
I nuovi arrivi della stagione Charles, il tecnico Broćić e Mattrel, insieme al confermato Stacchini, durante un allenamento al Campo Combi.

Per riportare la compagine ai vertici, Agnelli ingaggiò due attaccanti stranieri ancora sconosciuti alla tifoseria italiana: l'argentino Omar Sívori, soprannominato el Cabezón, e il gallese John Charles, che alla Juventus acquisì l'appellativo di gigante buono.
Sivori, ventunenne acquistato dal River Plate, era un fantasista geniale e parecchio irriverente ma insofferente alla disciplina e perciò accompagnato al suo sbarco in Italia da varie perplessità.
Charles, all'epoca ventiseienne proveniente dal Leeds Utd, era fisicamente e caratterialmente agli antipodi, ovvero un classico ariete d'area di rigore nonché dal possente fisico, ma non per questo abile anche lui palla al piede.
(Mario Gherarducci, 2001)
Sul campo, superato l'iniziale periodo di adattamento alla nuova realtà, la Juventus del tridente Boniperti-Charles-Sívori seppe presto far ricredere coloro che non la ritenevano capace d'impegnarsi nella lotta allo scudetto, riuscendo ad avere la meglio dell'Inter dell'ex coach dei piemontesi Carver, del Milan di Viani e della rampante Fiorentina di Bernardini, le più competitive compagini del tempo, e riportando dopo un lustro quel triangolo tricolore sopra le casacche bianconere: la matematica certezza del titolo, il decimo della storia – traguardo mai tagliato prima da un club italiano – arrivò il 4 maggio 1958, dopo un pareggio a reti bianche proprio contro i viola di Toscana.

Charles e Garzena vengono portati in trionfo dai tifosi al termine di Juventus-Fiorentina (0-0) del 4 maggio 1958, gara che diede ai bianconeri la certezza dello scudetto.

Decisive per l'affermazione della squadra furono le prestazioni del suo reparto offensivo che, nonostante una certa rivalità sul rettangolo verde tra capitan Boniperti e l'indisponente Sívori, portò lo stesso Cabezón e Charles – una «strana coppia» dalla grande intesa nonché dalla straordinaria efficacia sottorete – a fare proprie, rispettivamente, la terza (22) e la prima casella (28) della classifica marcatori, con King John capocannoniere ed acclamato quale miglior giocatore del campionato. In quest'annata la Juventus andò inoltre vicina a un possibile double raggiungendo le semifinali della rinata Coppa Italia, competizione rispolverata dopo un'interruzione quindicennale, in cui venne eliminata dalla Lazio poi futura vincitrice dell'edizione.
La vittoria del decimo titolo nazionale del club passò agli annali come lo «scudetto della prima stella»: per celebrare l'allora primato stabilito nell'albo d'oro del campionato italiano, il presidente Agnelli ebbe l'idea di far cucire sul petto dei giocatori bianconeri una stella; una consuetudine divenuta immediatamente prassi nel calcio italiano. Il trionfo tricolore segnò inoltre la definitiva nascita del cosiddetto Trio Magico, appellativo con cui divenne presto noto l'attacco della Vecchia Signora: il «trio d'assi» Boniperti-Charles-Sívori riporterà la squadra piemontese, tra gli anni 1950 e 1960, ai vertici del calcio nazionale, emergendo già in questa stagione come uno dei più prolifici reparti offensivi mai ammirati nella storia della Serie A.

## Divise

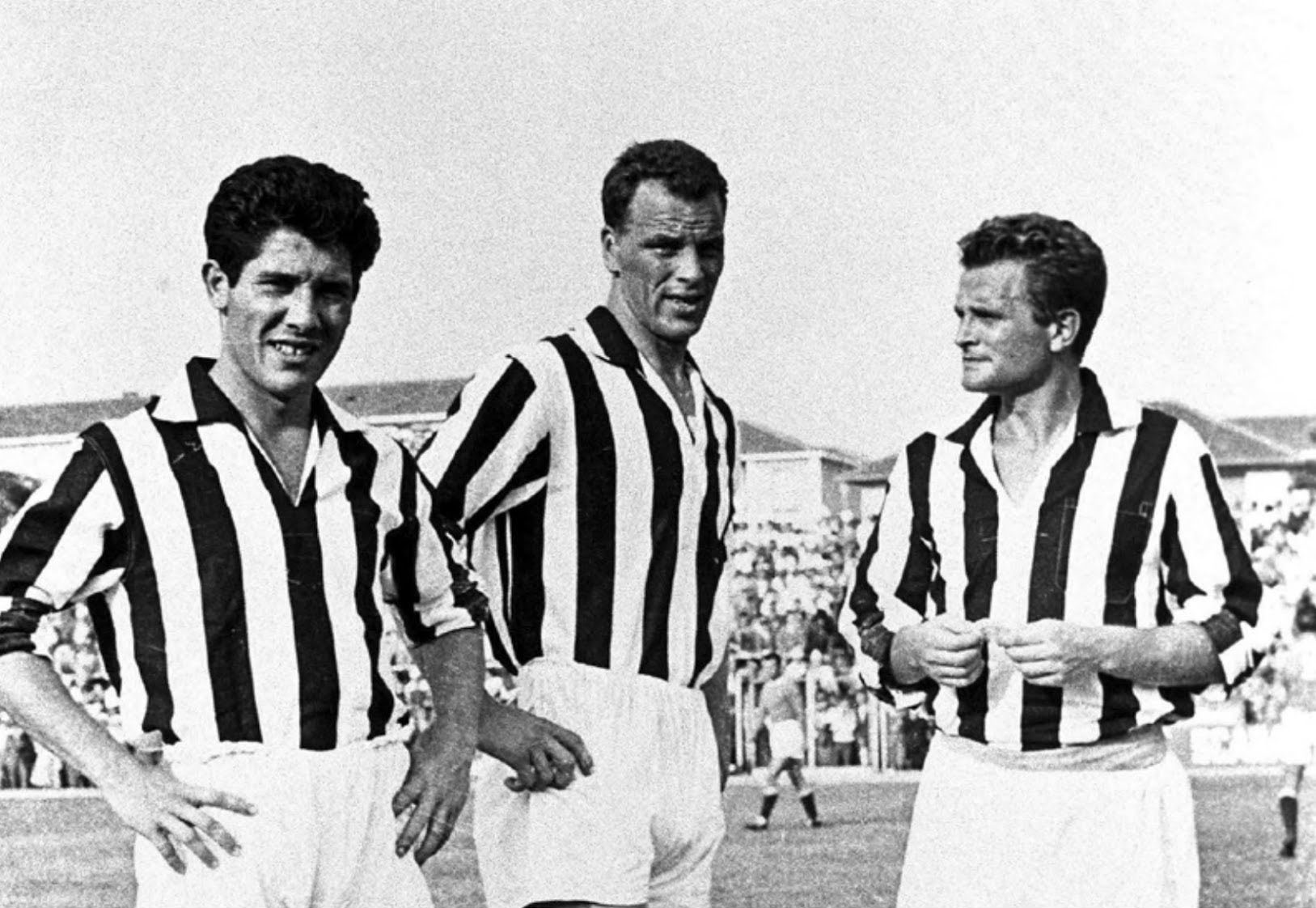
Sívori, Charles e capitan Boniperti, il Trio Magico dell'attacco bianconero, con la nuova casacca portata al debutto in quest'annata, che sdoganò il soprannome di Gobbi.

In questa stagione la Juventus portò al debutto una nuova maglia da gioco, destinata a divenire tra le più iconiche della sua storia. Abbandonate le aderenti divise che venivano utilizzate fin dal secondo dopoguerra, si optò per uno stile completamente differente con delle ampie casacche, più simili a camicie che non a mute per la pratica sportiva; queste erano inoltre caratterizzate, sulla schiena, dalla novità del colore rosso per marchiare i numeri di gioco, cuciti direttamente sopra le strisce bianconere.
A tale maglia è inoltre legato lo sdoganamento di uno dei più noti soprannomi del club, quello di Gobbi. Sebbene di tale appellativo si trova traccia nell'immaginario juventino fin dagli anni venti del Novecento, è in quest'annata che il termine diventò di uso comune per identificare il popolo bianconero: infatti la nuova divisa, durante la corsa in campo, generava nei calciatori un curioso rigonfiamento sulla schiena – una sorta di "effetto paracadute" – dando l'impressione che i calciatori avessero, per l'appunto, la gobba.
| Casa | Trasferta | 1ª portiere | 2ª portiere |

## Rosa
| N. |                   | Ruolo | Calciatore         |
| -- | ----------------- | ----- | ------------------ |
|    | Italia (bandiera) | P     | Carlo Mattrel      |
|    | Italia (bandiera) | P     | Giuseppe Vavassori |
|    | Italia (bandiera) | P     | Giovanni Viola     |
|    | Italia (bandiera) | D     | Bruno Barbieri     |
|    | Italia (bandiera) | D     | Benito Boldi       |
|    | Italia (bandiera) | D     | Giuseppe Corradi   |
|    | Italia (bandiera) | D     | Bruno Garzena      |
|    | Italia (bandiera) | D     | Giuseppe Patrucco  |
|    | Italia (bandiera) | C     | Umberto Colombo    |
|    | Italia (bandiera) | C     | Flavio Emoli       |
|    | Italia (bandiera) | D     | Rino Ferrario      |

| N. |                      | Ruolo | Calciatore                     |
| -- | -------------------- | ----- | ------------------------------ |
|    | Italia (bandiera)    | C     | Antonio Montico                |
|    | Italia (bandiera)    | C     | Giorgio Turchi                 |
|    | Italia (bandiera)    | A     | Giorgio Bartolini              |
|    | Italia (bandiera)    | A     | Giampiero Boniperti (capitano) |
|    | Galles (bandiera)    | A     | John Charles                   |
|    | Italia (bandiera)    | A     | Bruno Nicolè                   |
|    | Italia (bandiera)    | A     | Guerrino Rossi                 |
|    | Italia (bandiera)    | A     | Piergiorgio Sartore            |
|    | Argentina (bandiera) | A     | Omar Sívori                    |
|    | Italia (bandiera)    | A     | Gino Stacchini                 |
|    | Italia (bandiera)    | A     | Giorgio Stivanello             |

## Risultati

### Serie A

#### Girone di andata
| Arbitro: | Guarnaschelli (Pavia) |

|                                      |           |                            |
| Boniperti 11’ Sívori 28’ Charles 58’ | Marcatori | 54’ Maccacaro 64’ Bassetti |

| Arbitro: | Jonni (Macerata) |

|  |           |             |
|  | Marcatori | 55’ Charles |

| Arbitro: | Menchini (Udine) |

|                                      |           |                         |
| Boniperti 32’ Sívori 73’ Charles 86’ | Marcatori | 14’ Corso 15’ Becattini |

| Arbitro: | Rigato (Mestre) |

|  |           |                    |
|  | Marcatori | 39’ (rig.) Montico |

| Arbitro: | Marchetti (Milano) |

|                              |           |                 |
| Boniperti 30’ Stivanello 32’ | Marcatori | 84’ (rig.) Moro |

| Arbitro: | Jonni (Macerata) |

|  |           |             |
|  | Marcatori | 62’ Charles |

| Arbitro: | Lequesne |

|          |           |            |
| Bean 59’ | Marcatori | 33’ Sívori |

| Arbitro: | Lo Bello (Siracusa) |

|                            |           |            |
| Charles 4’, 52’ Sívori 87’ | Marcatori | 3’ Lorenzi |

| Arbitro: | Righi (Milano) |

|                       |           |            |
| Campana 4’ Marchi 12’ | Marcatori | 19’ Sívori |

| Arbitro: | Campanati (Milano) |

|                                      |           |                    |
| Charles 39’ Stacchini 44’ Sívori 86’ | Marcatori | 49’ (aut.) Corradi |

| Arbitro: | Moriconi (Roma) |

|                                                 |           |                                                    |
| Pascutti 42’ Bodi 67’ (rig.) Corradi 87’ (aut.) | Marcatori | 10’ Nicolè 46’ Charles 58’ Stacchini 59’ Boniperti |

| Arbitro: | Orlandini (Roma) |

|             |           |                                        |
| Charles 47’ | Marcatori | 10’ Vinício 82’ Novelli 87’ Di Giacomo |

| Arbitro: | De Marchi (Pordenone) |

|                       |           |  |
| Charles 35’, 39’, 85’ | Marcatori |  |

| Arbitro: | Lo Bello (Siracusa) |

|                          |           |             |
| Montuori 24’ Virgili 82’ | Marcatori | 35’ Charles |

| Arbitro: | Grillo (Napoli) |

|                                          |           |            |
| Corradi 28’ (rig.) Charles 60’, 63’, 72’ | Marcatori | 82’ Ocwirk |

| Arbitro: | Grill |

|              |           |                              |
| Castaldo 66’ | Marcatori | 3’ Sívori 35’ (aut.) Pedroni |

| Arbitro: | Campanati (Milano) |

|                                                   |           |               |
| Griffith 3’ (rig.) Lojodice 16’, 88’ Da Costa 55’ | Marcatori | 34’ Boniperti |

#### Girone di ritorno
| Arbitro: | Jonni (Macerata) |

|                                |           |                                    |
| Ghiandi 71’ Garzena 90’ (aut.) | Marcatori | 20’ Sívori 61’ Charles 78’ Corradi |

| Arbitro: | Perego (Milano) |

|                          |           |  |
| Stacchini 19’ Sívori 35’ | Marcatori |  |

| Arbitro: | Jonni (Macerata) |

|           |           |                                  |
| Leoni 85’ | Marcatori | 12’ Emoli 37’ Colombo 49’ Sívori |

| Arbitro: | Annoscia (Bari) |

|                                      |           |              |
| Boniperti 1’ Colombo 64’ Charles 74’ | Marcatori | 22’ Broccini |

| Arbitro: | Orlandini (Roma) |

|          |           |               |
| Rosa 39’ | Marcatori | 79’ Stacchini |

| Arbitro: | Lo Bello (Siracusa) |

|                                 |           |             |
| Sívori 9’, 48’ Charles 60’, 82’ | Marcatori | 79’ Ricagni |

| Arbitro: | Moriconi (Roma) |

|                    |           |  |
| Charles 51’ (rig.) | Marcatori |  |

| Arbitro: | Marchese (Frattamaggiore) |

|                                |           |                        |
| Lorenzi 5’ Vincenzi 48’ (rig.) | Marcatori | 38’ Sívori 51’ Charles |

| Arbitro: | Guarnaschelli (Pavia) |

|                                     |           |                          |
| Sívori 3’, 7’, 12’, 80’ Charles 18’ | Marcatori | 17’ Campana 23’ Aronsson |

| Arbitro: | Rigato (Mestre) |

|              |           |                                  |
| Selmosson 5’ | Marcatori | 10’, 13’, 84’ Charles 60’ Sívori |

| Arbitro: | Perego (Milano) |

|                                                    |           |          |
| Sívori 25’ Charles 55’ Boniperti 76’ Stacchini 85’ | Marcatori | 15’ Bodi |

| Arbitro: | Lo Bello (Siracusa) |

|                                          |           |                               |
| Vinício 4’, 77’ Brugola 24’ Bertucco 88’ | Marcatori | 6’, 58’ Stacchini 86’ Montico |

| Bergamo 27 aprile 1958, ore 15:30 CET 30ª giornata | Atalanta        | 0 – 0 referto | Juventus | Stadio Comunale\| Arbitro: \| Rigato (Mestre) \| |
| Arbitro:                                           | Rigato (Mestre) |               |          |                                                  |

| Torino 4 maggio 1958, ore 16:00 CET 31ª giornata | Juventus         | 0 – 0 referto | Fiorentina | Stadio Comunale\| Arbitro: \| Orlandini (Roma) \| |
| Arbitro:                                         | Orlandini (Roma) |               |            |                                                   |

| Arbitro: | Steiner |

|                                     |           |                 |
| Firmani 37’ Recagno 63’ Bolzoni 75’ | Marcatori | 17’, 35’ Sívori |

| Arbitro: | Bartolomei (Roma) |

|                          |           |             |
| Montico 15’ Ferrario 82’ | Marcatori | 43’ Savioni |

| Arbitro: | Grignani (Milano) |

|                                            |           |  |
| Sívori 6’ Charles 41’ (rig.) Boniperti 48’ | Marcatori |  |

### Coppa Italia

#### Fase a gironi
| Arbitro: | Boati (Milano) |

|                       |           |                |
| Ciocchetti 53’ (rig.) | Marcatori | 59’ Stivanello |

| Arbitro: | Grignani (Milano) |

|                                 |           |                                              |
| Vizia 51’ Francescon 52’ (rig.) | Marcatori | 21’, 72’ Sívori 27’ Voltolina 46’ Stivanello |

| Arbitro: | Righi (Milano) |

|                                  |           |  |
| Stacchini 68’ Montico 89’ (rig.) | Marcatori |  |

| Arbitro: | Cerutti (Legnano) |

|                                        |           |              |
| Sívori 16’, 75’ Charles 61’ Nicolè 77’ | Marcatori | 78’ Pensotti |

| Arbitro: | Guidi (Brescia) |

|                             |           |              |
| Sartore 15’ Sívori 60’, 61’ | Marcatori | 90’ Piccioni |

| Arbitro: | Liverani (Torino) |

|            |           |                                  |
| Petris 23’ | Marcatori | 46’ Boniperti 84’ (rig.) Montico |

#### Fase finale
| Arbitro: | Moriconi (Roma) |

|                         |           |                                                     |
| Recagno 15’ Bolzoni 72’ | Marcatori | 40’ (rig.) Emoli 57’ Sívori 114’ (aut.) Bergamaschi |

| Arbitro: | Lo Bello (Siracusa) |

|                         |           |  |
| Tozzi 55’ Fumagalli 75’ | Marcatori |  |

| Arbitro: | Gambarotta (Genova) |

|                                   |                      |                                      |
| Sívori 50’ (rig.), 97’ Nicolè 65’ | Marcatori            | 26’ Pivatelli 42’ Perani 98’ Bonafin |
| Sívori Voltolina                  | Tiri di rigore 4 – 4 | Bodi                                 |

## Statistiche

### Statistiche di squadra
| Competizione | Punti | In casa | In casa | In casa | In casa | In casa | In casa | In trasferta | In trasferta | In trasferta | In trasferta | In trasferta | In trasferta | Totale | Totale | Totale | Totale | Totale | Totale | DR  |
| Competizione | Punti | G       | V       | N       | P       | Gf      | Gs      | G            | V            | N            | P            | Gf           | Gs           | G      | V      | N      | P      | Gf     | Gs     | DR  |
| ------------ | ----- | ------- | ------- | ------- | ------- | ------- | ------- | ------------ | ------------ | ------------ | ------------ | ------------ | ------------ | ------ | ------ | ------ | ------ | ------ | ------ | --- |
| Serie A      | 51    | 17      | 15      | 1       | 1       | 46      | 17      | 17           | 8            | 4            | 5            | 31           | 27           | 34     | 23     | 5      | 6      | 77     | 44     | +33 |
| Coppa Italia | 11    | 4       | 3       | 1       | 0       | 12      | 5       | 5            | 3            | 1            | 1            | 10           | 8            | 9      | 6      | 2      | 1      | 22     | 13     | +9  |
| Totale       | -     | 21      | 18      | 2       | 1       | 58      | 22      | 22           | 11           | 5            | 6            | 41           | 35           | 43     | 29     | 7      | 7      | 99     | 57     | +42 |